# Hyneria
Hyneria (Hyneria lindae) – wymarła ryba z gromady ryb mięśniopłetwych; była spokrewniona z eustenopteronem.
Żyła w okresie dewonu około 360 milionów lat temu. Cechowały ją ogromne rozmiary – długość ciała 3-4 m, waga do 2 t.
Jej skamieniałe zęby, ości oraz płetwę ogonową znaleziono w łupkach Red Hill w Pensylwanii.